# رابرت شرارد
رابرت شرارد (انگلیسی: Robert Sherard; ۳ دسامبر ۱۸۶۱ – ۳۰ ژانویهٔ ۱۹۴۳) یک شاعر، رمان‌نویس، روزنامه‌نگار، و زندگی‌نامه‌نویس اهل بریتانیا بود.